# Friedrich Leonard
Friedrich Leonard (* 17. September 1884 in Osnabrück; † 21. Oktober 1958 ebenda) war ein deutscher  Gymnasiallehrer und Klassischer Archäologe.

## Leben
Friedrich Leonard, der Sohn des Maurers Friedrich Leonard, besuchte das Gymnasium Carolinum in Osnabrück und studierte nach der Reifeprüfung ab 1905 Geschichte und Klassische Philologie an der Universität Münster. Zum Sommersemester 1906 wechselte er an die Universität Greifswald, wo ihn besonders der Philologe Alfred Gercke und der Klassische Archäologe Erich Pernice beeinflussten. Die beiden regten ihn auch zu seiner Dissertation über die griechische Vasenmalerei an. Leonard legte am 27. und 28. Mai sowie am 17. Juni die Lehramtsprüfung in den Fächern Latein, Griechisch und Geschichte ab.
Von 1910 bis 1912 absolvierte Leonard den Vorbereitungsdienst in Greifswald und verfasste daneben seine Dissertation, mit der er am 3. Juli 1912 zum Dr. phil. promoviert wurde. Infolge dieser Arbeit wurde er auch von Wilhelm Kroll für die Realenzyklopädie der klassischen Altertumswissenschaft (RE) herangezogen, für die Leonard bis in die 1920er Jahre einige Artikel über griechische Vasenmaler verfasste.
Zum 1. Oktober 1912 ging Leonard als Hilfslehrer an das Gymnasium Paulinum in Münster, wo er am 1. Juni 1914 zum Oberlehrer ernannt wurde. Zum 1. April 1927 wurde er zum Leiter des Städtischen Jungengymnasiums und Realgymnasiums in Bottrop berufen. Am 26. März 1935 wurde er beurlaubt und zum 31. August 1936 in den vorzeitigen Ruhestand versetzt. Leonard zog in seine Geburtsstadt Osnabrück und war dort bis 1945 „im Wirtschaftsleben tätig“. Nach der Zeit des Nationalsozialismus konnte er in den Schuldienst zurückkehren und hatte bis zu seiner Pensionierung 1949 die Leitung des Staatlichen Gymnasiums Meppen inne. Er verstarb am 21. Oktober 1958 in  Osnabrück.

## Schriften
- Über einige Vasen aus der Werkstatt des Hieron. Greifswald 1912 (Dissertation). OCLC 250551268

Herausgeberschaft
- mit Hans Kolligs und Rudolf Schulze: Lehrbuch der Geschichte für höhere Lehranstalten. Band 1: Mittelklassen. Band 2: Oberklassen. Neubearbeitung. 19., durchgesehene und verbesserte Auflage, Paderborn 1925. OCLC 719074267
- Josef Hense: Griechisch-römische Altertumskunde. 6. neubearbeitete Auflage, Münster 1933. OCLC 176654643 7. neubearbeitete Auflage, Münster 1949. OCLC 20115625 9./10. neubearbeitete Auflage, Münster 1959. OCLC 312149932